# Abrothrix sanborni
Abrothrix sanborni és una espècie de mamífer rosegador de la família dels cricètids. Viu a altituds de fins a 800 msnm a l'Argentina i Xile. El seu hàbitat natural és la selva valdiviana. Està amenaçat per la desforestació provocada per la tala d'arbres.
L'espècie fou anomenada en honor del zoòleg estatunidenc Colin Campbell Sanborn.